# Conferenze di Natale della Royal Institution

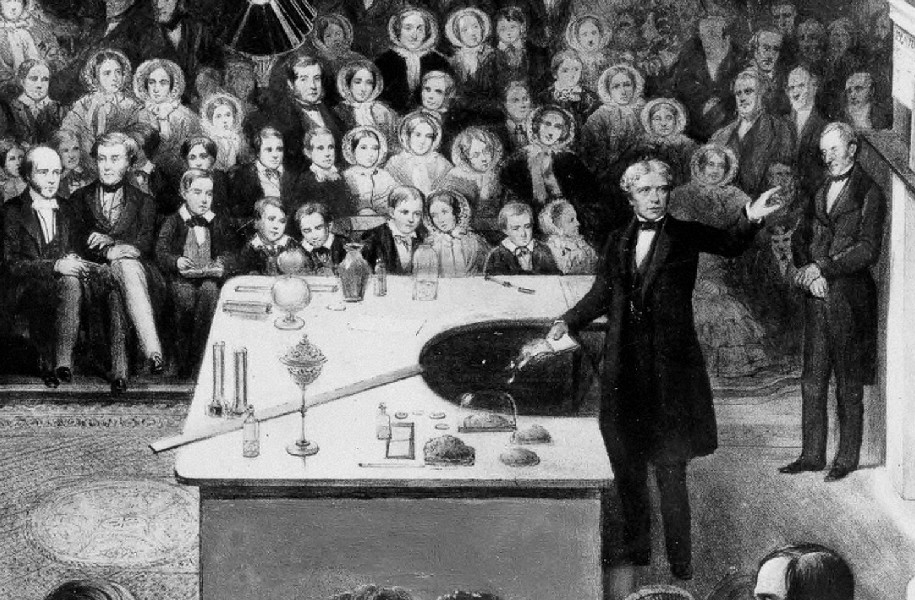
Michael Faraday durante una conferenza di Natale nel 1856.

Le Conferenze di Natale della Royal Institution sono una serie di conferenze su un singolo argomento ciascuna, che si tengono presso la Royal Institution di Londra ogni anno dal 1825, scomparse dal 1939 al 1942 a causa della seconda guerra mondiale. Le lezioni presentano argomenti scientifici a un pubblico generale, compresi i giovani, in modo informativo e divertente. Michael Faraday ha avviato la serie di conferenze di Natale nel 1825, in un momento in cui l'istruzione organizzata per i giovani era scarsa. Faraday ha presentato in tutto diciannove serie di conferenze.

## Storia

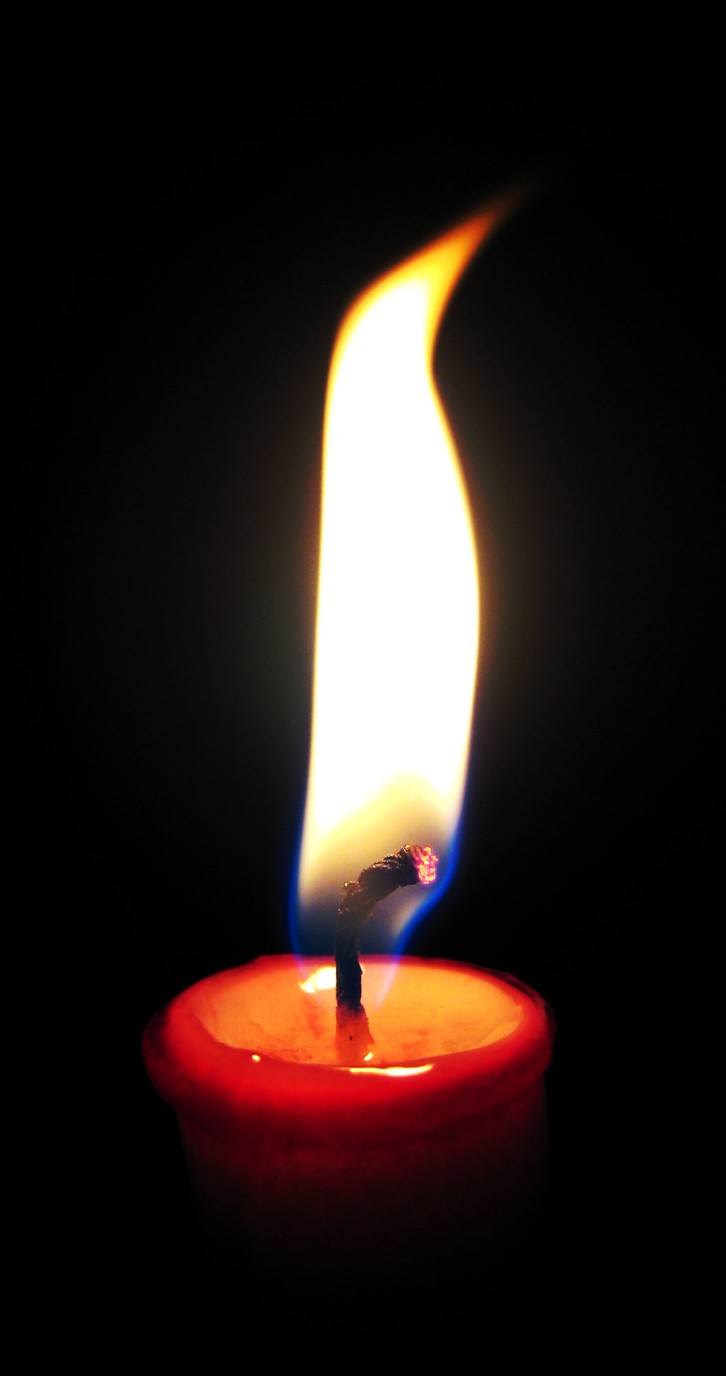
Immagine ravvicinata di una candela che mostra lo stoppino e le varie parti della fiamma; Michael Faraday ha tenuto una conferenza su "La storia chimica di una candela".

Le Conferenze di Natale della Royal Institution furono tenute per la prima volta nel 1825, e da allora sono continuate su base annuale, tranne durante la seconda guerra mondiale. Sono state tenute ogni anno presso la stessa Royal Institution, tranne nel 1929 e tra il 2005-2006, ogni volta a causa di lavori di ristrutturazione dell'edificio. Sono state create da Michael Faraday, che in seguito ha partecipato alla stagione delle conferenze in diciannove occasioni. Il premio Nobel William Bragg ha tenuto le lezioni di Natale in quattro occasioni, e suo figlio Lawrence Bragg le ha tenute due volte. Altri importanti docenti che hanno tenuto le lezioni sono: Desmond Morris (1964), Eric Laithwaite (1966 e 1974), Sir George Porter (1969 e 1976), Sir David Attenborough (1973), Heinz Wolff (1975), Carl Sagan (1977), Richard Dawkins (1991), la baronessa Susan Greenfield (1994), Dame Nancy Rothwell (1998), Monica Grady (2003), Sue Hartley (2009), Alison Woollard (2013), Danielle George (2014) e Saiful Islam (2016).
Gli oggetti di scena per le lezioni sono progettati e creati dal tecnico dimostrativo scientifico della RI, incarico che Faraday aveva precedentemente ricoperto. Un tecnico popolare, con l'avvento della televisione, in servizio dal 1948 al 1986, fu Bill Coates. Il tecnico viene informato dell'argomento generale delle lezioni durante la primavera, ma i dettagli non sono definiti fino a settembre, con le registrazioni effettuate a metà dicembre. Nel 2009, le lezioni si erano estese a una serie di cinque sessioni all'anno. Tuttavia, nel 2010 la Royal Institution ha ridotto i costi poiché aveva avanzato oltre 2 milioni di sterline di debito. Queste misure di riduzione dei costi includevano il budget assegnato alle Lezioni di Natale. Ciò ha comportato una riduzione da cinque sessioni a tre.

### Televisione
Le lezioni di Natale furono trasmesse per la prima volta in televisione nel 1936 sul nascente servizio televisivo della BBC. Sono state trasmesse su BBC Two dal 1966 al 1999 e Channel 4 dal 2000 al 2004. Nel 2000 una delle conferenze è stata trasmessa per la prima volta in diretta. Dopo la fine del contratto di Channel 4 per trasmettere le lezioni, si temeva che potessero semplicemente essere eliminate dalla programmazione poiché il canale stava negoziando con la Royal Institution su potenziali modifiche al formato, mentre la BBC ha annunciato che "non mostrerà le lezioni di nuovo, perché sembra che l'ambiente di trasmissione sia cambiato negli ultimi quattro anni." Channel Five ha successivamente accettato di mostrare le lezioni dal 2005 al 2008, un annuncio che è stato accolto con derisione da parte degli accademici. Le lezioni sono state trasmesse su More4 nel 2009. Nel 2010, le lezioni sono tornate alla BBC dopo un'assenza di dieci anni dall'emittente e da allora sono state trasmesse su BBC Four ogni anno.
Nel 1994, la professoressa Susan Greenfield è diventata la prima scienziata a presentare le lezioni di Natale. Il primo docente di scienze non bianco è stato Kevin Fong nel 2015 e nell'agosto 2020 è stato annunciato che il professor Christopher Jackson avrebbe presentato congiuntamente la serie di conferenze del 2020, diventando così il primo scienziato nero a farlo.

## Elenco delle lezioni di Natale

### Dal 1825 al 1965
Il seguente è un elenco completo delle Lezioni di Natale dal 1825 al 1965:
| Anno      | Relatore/i | Titolo della serie                                             |
| --------- | --- | -------------------------------------------------------------- |
| 1825      | John Millington | Natural Philosophy                                             |
| 1826      | John Wallis | Astronomy                                                      |
| 1827      | Michael Faraday | Chemistry                                                      |
| 1828      | J. Wood | Architecture                                                   |
| 1829      | Michael Faraday | Electricity                                                    |
| 1830      | Thomas Webster | Geology                                                        |
| 1831      | James Rennie | Zoology                                                        |
| 1832      | Michael Faraday | Chemistry                                                      |
| 1833      | John Lindley | Botany                                                         |
| 1834      | William Thomas Brande | Chemistry                                                      |
| 1835      | Michael Faraday | Electricity                                                    |
| 1836      | William Thomas Brande | Chemistry of the Gases                                         |
| 1837      | Michael Faraday | Chemistry                                                      |
| 1838      | John Wallis | Astronomy                                                      |
| 1839      | William Thomas Brande | The Chemistry of the Atmosphere and the Ocean                  |
| 1840      | John Frederic Daniell | The First Principles of Franklinic Electricity                 |
| 1841      | Michael Faraday | The Rudiments of Chemistry                                     |
| 1842      | William Thomas Brande | The Chemistry of the Non-Metallic Elements                     |
| 1843      | Michael Faraday | First Principles of Electricity                                |
| 1844      | William Thomas Brande | The Chemistry of the Gases                                     |
| 1845      | Michael Faraday | The Rudiments of Chemistry                                     |
| 1846      | John Wallis | The Rudiments of Astronomy                                     |
| 1847      | William Thomas Brande | The Elements of Organic Chemistry                              |
| 1848      | Michael Faraday | The Chemical History of a Candle                               |
| 1849      | Robert Walker | The Properties of Matter and the Laws of Motion                |
| 1850      | William Thomas Brande | The Chemistry of Coal                                          |
| 1851      | Michael Faraday | Attractive Forces                                              |
| 1852      | Michael Faraday | Chemistry                                                      |
| 1853      | Michael Faraday | Voltaic Electricity                                            |
| 1854      | Michael Faraday | The Chemistry of Combustion                                    |
| 1855      | Michael Faraday | The Distinctive Properties of the Common Metals                |
| 1856      | Michael Faraday | Attractive Forces                                              |
| 1857      | Michael Faraday | Static Electricity                                             |
| 1858      | Michael Faraday | The Metallic Properties                                        |
| 1859      | Michael Faraday | The Various Forces of Matter and their Relations to Each Other |
| 1860      | Michael Faraday | The Chemical History of a Candle                               |
| 1861      | John Tyndall | Light                                                          |
| 1862      | Edward Frankland | Air and Water                                                  |
| 1863      | John Tyndall | Electricity at Rest and Electricity in Motion                  |
| 1864      | Edward Frankland | The Chemistry of a Coal                                        |
| 1865      | John Tyndall | Sound                                                          |
| 1866      | Edward Frankland | The Chemistry of Gases                                         |
| 1867      | John Tyndall | Heat and Cold                                                  |
| 1868      | William Odling | The Chemical Changes of Carbon                                 |
| 1869      | John Tyndall | Light                                                          |
| 1870      | William Odling | Burning and Unburning                                          |
| 1871      | John Tyndall | Ice, Water, Vapour and Air                                     |
| 1872      | William Odling | Air and Gas                                                    |
| 1873      | John Tyndall | The Motion and Sensation of Sound                              |
| 1874      | John Hall Gladstone | The Voltaic Battery                                            |
| 1875      | John Tyndall | Experimental Electricity                                       |
| 1876      | John Hall Gladstone | The Chemistry of Fire                                          |
| 1877      | John Tyndall | Heat, Visible and Invisible                                    |
| 1878      | James Dewar | A Soap Bubble                                                  |
| 1879      | John Tyndall | Water and Air                                                  |
| 1880      | James Dewar | Atoms                                                          |
| 1881      | Robert Stawell Ball | The Sun, the Moon and the Planets                              |
| 1882      | John Tyndall | Light and the Eye                                              |
| 1883      | James Dewar | Alchemy in Relation to Modern Science                          |
| 1884      | John Tyndall | The Sources of Electricity                                     |
| 1885      | James Dewar | The Story of a Meteorite                                       |
| 1886      | James Dewar | The Chemistry of Light and Photography                         |
| 1887      | Robert Stawell Ball | Astronomy                                                      |
| 1888      | James Dewar | Clouds and Cloudland                                           |
| 1889      | Arthur Rücker | Electricity                                                    |
| 1890      | James Dewar | Frost and Fire                                                 |
| 1891      | John Gray McKendrick | Life in Motion; or the Animal Machine                          |
| 1892      | Robert Stawell Ball | Astronomy                                                      |
| 1893      | James Dewar | Air: Gaseous and Liquid                                        |
| 1894      | John Ambrose Fleming | The Work of an Electric Current                                |
| 1895      | John Gray McKendrick | Sound, Hearing and Speech                                      |
| 1896      | Sylvanus Phillips Thompson                                                                                                  | Light, Visible and Invisible                                   |
| 1897      | Oliver Lodge | The Principles of the Electric Telegraph                       |
| 1898      | Robert Stawell Ball | Astronomy                                                      |
| 1899      | Charles Vernon Boys | Fluids in Motion and at Rest                                   |
| 1900      | Robert Stawell Ball | Great Chapters from the Book of Nature                         |
| 1901      | John Ambrose Fleming | Waves and Ripples in Water, Air and Aether                     |
| 1902      | Henry Selby Hele-Shaw | Locomotion : On the Earth, Through the Water, in the Air       |
| 1903      | Edwin Ray Lankester | Extinct Animals                                                |
| 1904      | Henry Cunynghame | Ancient and Modern Methods of Measuring Time                   |
| 1905      | Herbert Hall Turner | Astronomy                                                      |
| 1906      | William Duddell | Signalling to a Distance                                       |
| 1907      | David Gill | Astronomy, Old and New                                         |
| 1908      | William Stirling | The Wheel of Life                                              |
| 1909      | William Duddell | Modern Electricity                                             |
| 1910      | Sylvanus Phillips Thompson                                                                                                  | Sound: Musical and Non-Musical                                 |
| 1911      | Peter Chalmers Mitchell | The Childhood of Animals                                       |
| 1912      | James Dewar | Christmas Lecture Epilogues                                    |
| 1913      | Herbert Hall Turner | A Voyage in Space                                              |
| 1914      | Charles Vernon Boys | Science in the Home                                            |
| 1915      | Herbert Hall Turner | Wireless Messages from the Stars                               |
| 1916      | Arthur Keith | The Human Machine Which All Must Work                          |
| 1917      | John Ambrose Fleming | Our Useful Servants : Magnetism and Electricity                |
| 1918      | D'Arcy Wentworth Thompson                                                                                                   | The Fish of the Sea                                            |
| 1919      | William Henry Bragg | The World of Sound                                             |
| 1920      | John Arthur Thomson | The Haunts of Life                                             |
| 1921      | John Ambrose Fleming | Electric Waves and Wireless Telephony                          |
| 1922      | Herbert Hall Turner | Six Steps Up the Ladder to the Stars                           |
| 1923      | William Henry Bragg | Concerning the Nature of Things                                |
| 1924      | Francis Balfour-Browne | Concerning the Habits of Insects                               |
| 1925      | William Henry Bragg | Old Trades and New Knowledge                                   |
| 1926      | Archibald Vivian Hill | Nerves and Muscles: How We Feel and Move                       |
| 1927      | Edward Andrade | Engines                                                        |
| 1928      | Alexander Wood | Sound Waves and their Uses                                     |
| 1929      | Stephen Glanville | How Things Were Done in Ancient Egypt                          |
| 1930      | Arthur Mannering Tyndall | The Electric Spark                                             |
| 1931      | William Henry Bragg | The Universe of Light                                          |
| 1932      | Alexander Oliver Rankine | The Round of the Waters                                        |
| 1933      | James Hopwood Jeans | Through Space and Time                                         |
| 1934      | William Lawrence Bragg | Electricity                                                    |
| 1935      | Charles Edward Kenneth Mees                                                                                                 | Photography                                                    |
| 1936      | Geoffrey Ingram Taylor | Ships                                                          |
| 1937      | Julian Huxley | Rare Animals and the Disappearance of Wild Life                |
| 1938      | James Kendall | Young Chemists and Great Discoveries                           |
| 1939–1942 | Interrotte per lo scoppio della Seconda guerra mondiale                                                                     | Interrotte per lo scoppio della Seconda guerra mondiale        |
| 1943      | Edward Andrade | Vibrations and Waves                                           |
| 1944      | Harold Spencer Jones | Astronomy in our Daily Life                                    |
| 1945      | Robert Watson-Watt | Wireless                                                       |
| 1946      | Hamilton Hartridge | Colours and How We See Them                                    |
| 1947      | Eric Keightly Rideal | Chemical Reactions: How They Work                              |
| 1948      | Frederic Bartlett | The Mind at Work and Play                                      |
| 1949      | Percy Dunsheath | The Electric Current                                           |
| 1950      | Edward Andrade | Waves and Vibrations                                           |
| 1951      | James Gray | How Animals Move                                               |
| 1952      | F. Sherwood Taylor | How Science Has Grown                                          |
| 1953      | John Ashworth Ratcliffe | The Uses of Radio Waves                                        |
| 1954      | Frank Whittle | The Story of Petroleum                                         |
| 1955      | Harry W. Melville | Big Molecules                                                  |
| 1956      | Harry Baines | Photography                                                    |
| 1957      | Julian Huxley and James Fisher                                                                                              | Birds                                                          |
| 1958      | John Ashworth Ratcliffe, James M. Stagg, Robert L. F. Boyd, Graham Sutton, George E. R. Deacon, Gordon de Quetteville Robin | International Geophysical Year                                 |
| 1959      | Thomas Allibone | The Release and Use of Atomic Energy                           |
| 1960      | Vernon Ellis Cosslett | Seeing the Very Small                                          |
| 1961      | William Lawrence Bragg | Electricity                                                    |
| 1962      | R. E. D. (Richard Evelyn Donohue) Bishop                                                                                    | Vibration                                                      |
| 1963      | Ronald King | Energy                                                         |
| 1964      | Desmond Morris | Animal Behaviour                                               |
| 1965      | Bernard Lovell, Francis Graham-Smith, Martin Ryle, Antony Hewish                                                            | Exploration of the Universe                                    |

### Dal 1966
Quello che segue è un elenco delle lezioni di Natale trasmesse in televisione dal 1966 in poi:
| Anno | Relatore/i                                          | Titolo della serie                                       | Titolo della lezione | Rete         |
| ---- | --------------------------------------------------- | -------------------------------------------------------- | --- | ------------ |
| 1966 | Eric Laithwaite                                     | The Engineer in Wonderland                               | 1. The White Rabbit 2. Only the Grin was Left 3. The Caucus Race 4. Curiouser and Curiouser 5. If only I were the right size to do it 6. It's the Oldest Rule in the Book | BBC Two      |
| 1967 | Richard L. Gregory                                  | The Intelligent Eye                                      | 1. Ancient Eyes and Simple Brains 2. Learning to See Things 3. Playing with Illusions 4. How Illusions Play Games with Us 5. Human Eyes in Space 6. The Future-Machines that See? | BBC Two      |
| 1968 | Philip Morrison                                     | Gulliver's Laws: The Physics of Large and Small          | 1. The World of Captain Gulliver 2. Meat and Drink Sufficient... 3. A Prodigious Leap? 4. Lilliput and Brobdingnag since the Industrial Revolution 5. Dwarf and Giant Numbers 6. Beyond the Map                                                                                                   | BBC Two      |
| 1969 | George Porter                                       | Time Machines                                            | 1. In the Beginning... 2. Clockwork Harmony 3. The Tick of the Atom 4. Big Time, Little Time 5. Faster, Faster 6. To the Ends of Time | BBC Two      |
| 1970 | John Napier                                         | Monkeys Without Tails: A Giraffe's Eye-view of Man       | 1. Man has a very short neck and no tail 2. Man comes in several different sizes and shapes 3. Fancy having to climb trees in order to eat 4. Man chooses a sensible place to live at last 5. Why choose to walk on two legs when it is much safer on four? 6. What's the idea of shooting at us? | BBC Two      |
| 1971 | Charles Taylor                                      | Sounds of Music: The Science of Tones and Tune           | 1. Making and Measuring the Waves 2. From Small Beginnings 3. Growing and Changing 4. Craftsmanship and Technology 5. On the Way to the Ear 6. The End of the Journey | BBC Two      |
| 1972 | Geoffrey G. Gouriet                                 | Ripples in the Ether: The Science of Radio Communication | 1. How It All Began 2. Getting Rid of the Wires 3. The Sound of Broadcasting 4. Pictures With and Without Wires 5. But Electrons aren't Coloured! 6. Vision of the Future | BBC Two      |
| 1973 | David Attenborough                                  | The Language of Animals                                  | 1. Beware! 2. Be Mine 3. Parents and Children 4. Simple Signs and Complicated Communications 5. Foreign Languages 6. Animal Language, Human Language | BBC Two      |
| 1974 | Eric Laithwaite                                     | The Engineer Through the Looking Glass                   | 1. Looking Glass House 2. Tweedledum and Tweedledee 3. Jam Yesterday, Jam Tomorrow 4. The Jabberwock 5. The Time has come the Walrus said 6. It's my own Invention | BBC Two      |
| 1975 | Heinz Wolff                                         | Signals from the Interior                                | 1. You as an engine 2. Pumps pipes and flows 3. Spikes and waves 4. Probes, sondes and sounds 5. Looking through your skin 6. Signals from the mind | BBC Two      |
| 1976 | George Porter                                       | The Natural History of a Sunbeam                         | 1. First Light 2. Light and Life 3. A Leaf from Nature 4. Candles from the Sun 5. Making Light Work 6. Survival Under the Sun | BBC Two      |
| 1977 | Carl Sagan                                          | The Planets                                              | 1. The Earth as a Planet 2. The Outer Solar System and Life 3. The History of Mars 4. Mars before Viking 5. Mars after Viking 6. Planetary Systems Beyond Our Sun | BBC Two      |
| 1978 | Erik Christopher Zeeman                             | Mathematics into Pictures                                | 1. Linking and Knotting 2. Numbers and Geometry 3. Infinity and Perspective 4. Games and Evolution 5. Waves and Music 6. Catastrophe and Psychology | BBC Two      |
| 1979 | Eric M. Rogers                                      | Atoms for Engineering Minds: A Circus of Experiments     | 1. Getting to Know Atoms 2. Molecules in Motion 3. Electrified Atoms 4. Atoms that Explode 5. Atoms and Energy 6. Seeing Atoms at Last | BBC Two      |
| 1980 | David Chilton Phillips with Max Perutz in Lecture 5 | The Chicken, the Egg and the Molecules                   | 1. What are chickens made of? 2. Machine tools of life 3. Muscle power 4. Eggs, genes and proteins 5. Haemoglobin: the breathing molecule 6. Molecules at work | BBC Two      |
| 1981 | Reginald Victor Jones                               | From Magna Carta to Microchip                            | 1. Principles, Standards and Methods 2. The Measurement of Time 3. More and More About Less and Less 4. Onwards to the Stars 5. Measurement and Navigation in War 6. Some Impacts of Measurement on Life: And Can We Take it too Far?                                                             | BBC Two      |
| 1982 | Colin Blakemore                                     | Common Sense                                             | 1. Making Sense 2. The Sound of Silence 3. The Sixth Sense - and the Rest 4. Show Me the Way to Go Home 5. Vive la différence 6. Enchanted Loom | BBC Two      |
| 1983 | Leonard Maunder                                     | Machines in Motion                                       | 1. Driving Forces 2. Gathering Momentum 3. Vibration 4. Under Control 5. Fluids and Flight 6. Living Machines | BBC Two      |
| 1984 | Walter Bodmer                                       | The Message of the Genes                                 | 1. We're All Different 2. The Spice of Life 3. Genetic Engineering 4. Bodies and Antibodies 5. Normal Cells and Cancer Cells 6. When Will Pigs Have Wings? | BBC Two      |
| 1985 | John David Pye                                      | Communicating                                            | 1. No Man is an Island 2. Animal Talk 3. The Bionic Bat 4. The Pace of Technology 5. The Integrated Body 6. Computers | BBC Two      |
| 1986 | Lewis Wolpert                                       | Frankenstein's Quest: Development of Life                | 1. First Take an Egg... 2. The Medium and the Message 3. The Right Stuff 4. Genes and Flies 5. Chain of Command 6. Growing Up and Growing Old | BBC Two      |
| 1987 | John Meurig Thomas and David Phillips               | Crystals and Lasers                                      | 1. Introducing the characters 2. The architecture of crystals 3. Semiconductors, superconductors and catalysts 4. Constructing a laser 5. Applications of lasers 6. Crystals, lasers and the human body                                                                                           | BBC Two      |
| 1988 | Gareth Roberts                                      | The Home of the Future                                   | 1. Appliance Science 2. Home, Safe Home 3. Electronics for Pleasure 4. Home, Smart Home 5. Mixers, Meters and Molecules | BBC Two      |
| 1989 | Charles Taylor                                      | Exploring Music                                          | 1. What Is Music? 2. The Essence of an Instrument 3. Science, Strings and Symphonies 4. Technology, Trumpets and Tunes 5. Scales, Synthesisers and Samplers | BBC Two      |
| 1990 | Malcolm Longair                                     | Origins                                                  | 1. The Grand Design 2. The Birth of the Stars 3. The Origin of Quasars 4. The Origin of the Galaxies 5. The Origin of the Universe | BBC Two      |
| 1991 | Richard Dawkins                                     | Growing Up in the Universe                               | 1. Waking Up in the Universe 2. Designed and Designoid Objects 3. Climbing Mount Improbable 4. The Ultraviolet Garden 5. The Genesis of Purpose | BBC Two      |
| 1992 | Charles J. M. Stirling                              | Our World Through the Looking Glass                      | 1. Man in the Mirror 2. Narwhals, Palindromes and Chesterfield Station 3. The Handed Molecule 4. Symmetry, Sensation and Sex 5. In the Hands of Giants | BBC Two      |
| 1993 | Frank Close                                         | The Cosmic Onion                                         | 1. A is for Atoms 2. To the Centre of the Sun 3. Invaders from Outer Space 4. Anti-Matter Matters 5. An Hour to Make the Universe | BBC Two      |
| 1994 | Susan Greenfield                                    | Journey to the Centre of the Brain                       | 1. The Electric Ape 2. Through a Glass Darkly 3. Bubble Bubble Toil and Trouble 4. The Seven Ages of the Brain 5. The Mind's I | BBC Two      |
| 1995 | James Jackson                                       | Planet Earth, An Explorer's Guide                        | 1. On the Edge of the World 2. Secrets of the Deep 3. Volcanoes: Melting the Earth 4. The Puzzle of the Continents 5. Waterworld | BBC Two      |
| 1996 | Simon Conway Morris                                 | The History in our Bones                                 | 1. Staring into the Abyss 2. The Fossils Come Alive 3. The Great Dyings: Life after Death 4. Innovations And Novelty 5. Feet on the Ground, Head in the Stars: The History of Man | BBC Two      |
| 1997 | Ian Stewart                                         | The Magical Maze                                         | 1. Sunflowers and Snowflakes 2. The Pattern of Tiny Feet 3. Outrageous Fortune 4. Chaos and Cauliflowers 5. Fearful Symmetry | BBC Two      |
| 1998 | Nancy Rothwell                                      | Staying Alive                                            | 1. Sense and Sensitivity 2. Fats and figures 3. Chilling out 4. Times of our lives 5. Pushing the limits | BBC Two      |
| 1999 | Neil F. Johnson                                     | Arrows of Time                                           | 1. Back to the Future 2. Catching the Waves 3. The Quantum Leap 4. Edge of Chaos 5. Shaping the Future | BBC Two      |
| 2000 | Kevin Warwick                                       | Rise of the Robots                                       | 1. Anatomy of an Android 2. Things That Think 3. Remote Robots 4. Bionic Bodies 5. I, Robot | Channel 4    |
| 2001 | John Sulston                                        | The Secrets of Life                                      | 1. What is life? 2. How do I grow? 3. What am I? 4. Can we fix it? 5. Future of life? | Channel 4    |
| 2002 | Tony Ryan                                           | Smart Stuff                                              | 1. The Spider that Spun a Suspension Bridge 2. The Trainer That Ran Over The World 3. The Phone that Shrank the Planet 4. The Plaster that Stretches Life 5. The Ice Cream that Will Freeze Granny                                                                                                | Channel 4    |
| 2003 | Monica Grady                                        | Voyage in Space and Time                                 | 1. Blast Off 2. Mission to Mars 3. Planet Patrol 4. Collision Course 5. Anybody Out There? | Channel 4    |
| 2004 | Lloyd Peck                                          | Antarctica                                               | 1. Ice People 2. Ice Life 3. Ice World | Channel 4    |
| 2005 | John Krebs                                          | The Truth About Food                                     | 1. The ape that cooks 2. Yuck or yummy? 3. You are what you eat 4. When food goes wrong 5. Food for the future | Channel Five |
| 2006 | Marcus du Sautoy                                    | The Num8er My5teries                                     | 1. The curious incident of the never-ending numbers 2. The quest to predict the future 3. The story of the elusive shapes 4. The case of the uncrackable code 5. The secret of the winning streak                                                                                                 | Channel Five |
| 2007 | Hugh Montgomery                                     | Back from the Brink: The Science of Survival             | 1. Peak Performance 2. Completely Stuffed 3. Grilled and Chilled 4. Fight, Flight and Fright 5. Luck, Genes and Stupidity | Channel Five |
| 2008 | Christopher Bishop                                  | Hi-tech Trek                                             | 1. Breaking the Speed Limit 2. Chips with Everything 3. The Ghost in the Machine 4. Untangling the Web 5. Digital Intelligence | Channel Five |
| 2009 | Sue Hartley                                         | The 300-Million-Year War                                 | 1. Plant Wars 2. The Animals Strike Back 3. Talking Trees 4. Dangerous to Delicious 5. Weapons of the Future | More4        |
| 2010 | Mark Miodownik                                      | Size Matters                                             | 1. Why Elephants Can't Dance but Hamsters Can Skydive 2. Why Chocolate Melts and Jet Planes Don't 3. Why Mountains Are So Small | BBC Four     |
| 2011 | Bruce Hood                                          | Meet Your Brain                                          | 1. What's in your head? 2. Who's in charge here anyway? 3. Are you thinking what I'm thinking? | BBC Four     |
| 2012 | Peter Wothers                                       | The Modern Alchemist                                     | 1. Air: the elixir of life 2. Water: the fountain of youth 3. Earth: the philosopher's stone | BBC Four     |
| 2013 | Alison Woollard                                     | Life Fantastic                                           | 1. Where do I come from? 2. Am I a Mutant? 3. Could I live forever? | BBC Four     |
| 2014 | Danielle George                                     | Sparks will fly: How to Hack your Home                   | 1. The light bulb moment 2. Making contact 3. A new revolution | BBC Four     |
| 2015 | Kevin Fong                                          | How to survive in space                                  | 1. Lift off! 2. Life in Orbit 3. The next frontier | BBC Four     |
| 2016 | Saiful Islam                                        | Supercharged: Fuelling the future                        | 1. Let there be light! 2. People Power 3. Fully charged | BBC Four     |
| 2017 | Sophie Scott                                        | The Language of Life                                     | 1. Say it with Sound 2. Silent Messages 3. The Word | BBC Four     |
| 2018 | Alice Roberts Aoife McLysaght                       | Who am I?                                                | 1. Where Do I Come From? 2. What Makes Me Human? 3. What Makes Me, Me? | BBC Four     |
| 2019 | Hannah Fry                                          | Secrets and Lies: The Hidden Power of Maths              | 1. How to Get Lucky 2. How to Bend the Rules 3. How Can We All Win? | BBC Four     |
| 2020 | Christopher Jackson Helen Czerski Tara Shine        | Planet Earth: A user's guide                             | | BBC Four     |
| 2021 | Jonathan Van-Tam                                    | Going viral: How Covid changed science forever           | |              |